# Apsarasa nigrotarsata
Apsarasa nigrotarsata är en fjärilsart som beskrevs av Karl Grünberg 1911. Apsarasa nigrotarsata ingår i släktet Apsarasa och familjen nattflyn. Inga underarter finns listade i Catalogue of Life.